# Soluzione di Lemaitre
La soluzione di Lemaître dell'equazione di campo di Einstein studia il comportamento dell'universo in equilibrio dinamico utilizzando la costante cosmologica, anche se con un altro significato rispetto a quello attribuitole da Albert Einstein. Il valore di {\displaystyle \Lambda } è maggiore di quello usato da Einstein, in modo da avere un istante iniziale con {\displaystyle R=0}; per questo Lemaître si può considerare il padre del Big Bang.
La forma della soluzione di Lemaître è:
{\displaystyle k={\frac {8}{3}}\pi \rho _{0}G{\frac {1}{R}}+{\frac {1}{3}}\Lambda R^{2}-(HR)^{2}}
dove:
{\displaystyle k}: parametro di curvatura
{\displaystyle \Lambda }: costante cosmologica
{\displaystyle H}: costante di Hubble
{\displaystyle \rho _{0}}
la soluzione può anche essere scritta, ricordando la legge di Hubble {\displaystyle v=HR}, come:
{\displaystyle k={\frac {8}{3}}\pi \rho _{0}G{\frac {1}{R}}+{\frac {1}{3}}\Lambda R^{2}-{\dot {R}}^{2}}
In questi modelli si ha che la costante cosmologica ha un valore caratteristico:{\displaystyle \Lambda _{*}=-{\frac {4k^{3}}{(8\pi G\rho _{0})^{2}}}}. Si può allora usare questo valore come discriminante per le differenti tipologie di universo, infatti se:
per {\displaystyle \Lambda =\Lambda _{*}}si ha un universo piatto
per {\displaystyle \Lambda >\Lambda _{*}} si hanno invece i tre casi in cui a seconda di quanto vale {\displaystyle k} ho un universo aperto chiuso o aperto critico.
In particolare per:
{\displaystyle k<0}: universo chiuso, in cui l'attrazione gravitazionale provoca un rallentamento dell'espansione ed un successivo collasso dell'universo, che quindi comincerà a contrarsi.
{\displaystyle k=0}: universo aperto critico, in cui l'attrazione gravitazionale non è sufficiente a far collassare l'universo su sé stesso come per quello chiuso ma non è nemmeno sufficiente a garantire un'espansione perpetua, si avrà allora un universo che arriverà ad un tempo infinito con velocità zero.
{\displaystyle k>0}: universo aperto, l'energia cinetica è superiore di quella potenziale e quindi l'universo continuerà ad espandersi indefinitamente.